# Béatrice Schönberg
Béatrice Schönberg, född Béatrice Szabó den 9 maj 1953 i Paris, Frankrike, är en programledare, journalist och skådespelare. Hon är nyhetsankare på France 2.
Béatrice Schönberg började sin karriär som frilansjournalist på olika tidningar. År 1980 rekryterades hon till radiokanalen Europe 1, för att sedan gå över till tv-kanalen La Cinq år 1987. År 1993 blev hon utnämnd till chefredaktör på TF1, där hon blev kvar fram till september 1998 då hon började arbeta för konkurrenten France Télévisions. Schönberg blev nyhetsankare för Frankrikes största nyhetsprogram Le Journal på France 2, där hon fortfarande arbetar. Hon leder även programmet Le Week-End.

## Privatliv
Tidigare var hon gift med musikern Claude-Michel Schönberg. År 2005 gifte hon sig med Jean-Louis Borloo, en av ministrarna i regeringen ledd av Dominique de Villepin. Detta orsakade negativa reaktioner, en del personer har begärt att Schönberg ska lämna France Télévisions. 